# Onzichtbaar Nederland
Onzichtbaar Nederland is een Nederlands televisieprogramma van de VPRO. De serie van acht thematische afleveringen werd  tussen 17 november 2016 en 5 januari 2017 uitgezonden op NPO 1. Het programma is de opvolger van Nederland van boven.
In het programma wordt met luchtopnamen, foto's uit heden en verleden en infographics een beeld geschetst van de veranderingen in het Nederlandse landschap en de maatschappij.

## Afleveringen

### Seizoen 1
| nr | uitzenddatum     | titel      | inhoud | kijkers   |
| -- | ---------------- | ---------- | ------ | --------- |
| 1. | 17 november 2016 | Contact    |        | 1.123.000 |
| 2. | 24 november 2016 | Energie    |        |           |
| 3. | 1 december 2016  | Stad       |        |           |
| 4. | 8 december 2016  | Water      |        |           |
| 5. | 15 december 2016 | Industrie  |        |           |
| 6. | 22 december 2016 | Gezondheid |        | 768.000   |
| 7. | 29 december 2016 | Voedsel    |        | 943.000   |
| 8. | 5 januari 2017   | Veiligheid |        | 1.045.000 |